# Kiss of Rose Princess
Kiss of Rose Princess (jap. 薔薇嬢のキス, Barajō no Kisu) ist eine Mangaserie der japanischen Zeichnerin Aya Shōoto, der seit 2008 in Japan erscheint. Sie umfasst mittlerweile über 1500 Seiten, wurde als Hörspiel adaptiert und in mehrere Sprachen übersetzt.

## Inhalt
Anis Yamamoto (八麻本 アニス, Yamamoto Anisu) bekam als Kind von ihrem Vater einen Talisman in Form einer Rose, den sie stets bei sich tragen soll. Sollte Anis ihn je abnehmen, würde sie bestraft. Als 16-Jährige aber geht ihr der Talisman verloren. Nun wird ihr offenbart, sie sei die Herrin von vier Rittern, gut aussehenden jungen Männern, die von da an um ihre Gunst werben. Sie kämpfen für sie, doch rauben ihr dabei Lebenskraft. Anis beschließt, dem Geheimnis dieser Strafe für das Verlieren des Talismans auf den Grund zu gehen.

## Charaktere
Anis Yamamoto (Rosenprinzessin)Anis hat pinkes, knielanges Haar und dunkelpinke Augen. Sie ist relativ klein für eine 16-Jährige und hat von ihrem Vater ein Rosenhalsband geschenkt bekommen, das sie nicht verlieren darf. Nachdem sie das Halsband verliert, trägt sie ein fast gleich aussehendes, aber gefälschtes Halsband. Man sieht Anis fast nur in ihrer Schuluniform und sonst trägt sie niedliche, feminine und hübsche Klamotten.
Kaede Higa (Rote Rose)Kaede hat dunkelrotes, kurzes und sehr verwuscheltes Haar und violette Augen. Er ist gutaussehend wie die anderen Rosenritter und er ist durchtrainiert. Er trägt fast immer seine Schuluniform, doch manchmal sieht man ihn auch in seiner normalen Alltagskleidung oder in Arbeitskleidung des Schreins.
Mutsuki Kurama (Schwarze Rose)Mutsuki hat pechschwarze Haare und blutrote Augen. Er ist der größte von Anis Rosenrittern. Man sieht Mutsuki fast immer in der Schuluniform der 2. Stufe.
Seiran Asagi (Blaue Rose)Seiran hat hellblaue, kinnlange Haare. Seine Augen sind bernsteinfarben und er sieht mädchenhaft und zerbrechlich aus. Zunächst beneidet Anis ihn sogar um sein hübsches, mädchenhaftes Gesicht. Etwa so groß wie Anis ist er der kleinste der Rosenrittern. Er trägt fast immer die Schuluniform der Shobi Oberschule, doch oft sieht man ihn auch in den Klamotten, die Ninufa genäht hat.
Mitsuru Tenjoh (Weiße Rose)Tenjoh wird immer als der reiche und gut aussehende Schulsprecher beschrieben. Er hat weißes Haar und blaue Augen. Meist trägt er seine Schuluniform, doch in seiner Freizeit trägt er meist ziemlich kitschige Sachen. Man sieht ihn auch in seiner Pastorenkleidung.

## Veröffentlichungen
Der Manga erschien von Juni 2008 bis Dezember 2011 im Manga-Magazin Monthly Asuka des japanischen Verlags Kadokawa Shoten. Die Kapitel werden auch in neun Sammelbänden herausgebracht. Eine englische Übersetzung wird von JManga online angeboten, eine deutsche erschien von September 2012 bis Juni 2014 beim Carlsen Verlag vollständig. Auf Französische erschien die Serie bei Soleil Productions.
In Japan erschienen 2009 zwei Hörspiel-CDs, die auf dem Manga basieren.